# Francis William Doyle Jones

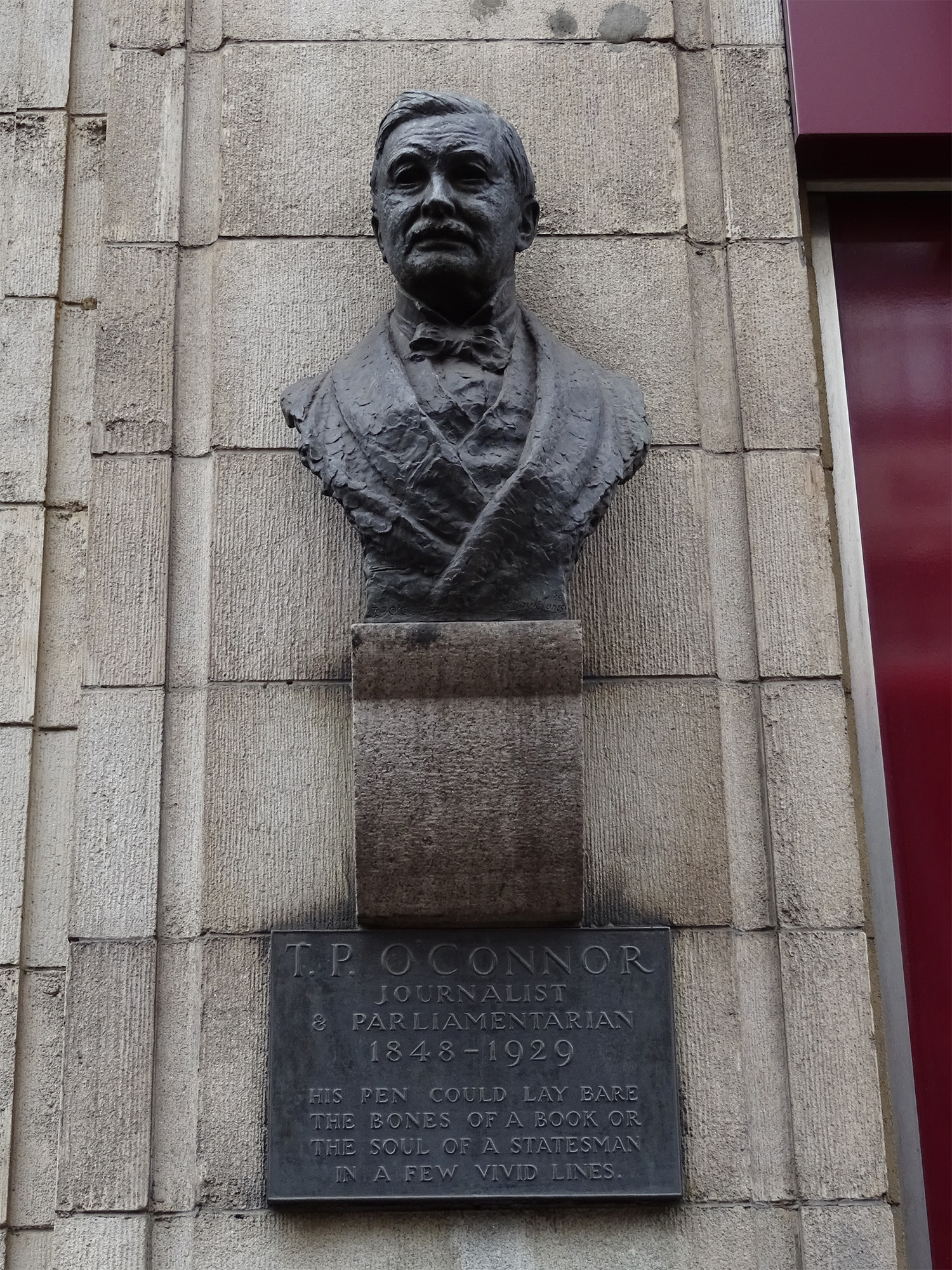
Francis William Doyle Jones: Gedenktafel und Büste von T.P.O'Connor im Chronicle House, 72-78 Fleet Street, London

Francis William Doyle Jones, manchmal auch Francis William Doyle-Jones (* 11. November 1873 in West Hartlepool, England; † 10. Juni 1938 in London) war ein britischer Bildhauer, der vor allem für seine Porträtbüsten und Kriegsdenkmäler bekannt ist. Er arbeitete sowohl in Großbritannien als auch in Irland und schuf zahlreiche öffentliche Skulpturen.

## Leben
Francis William Doyle-Jones wurde als ältester Sohn des irischstämmigen Steinmetzen und Grabmalbildhauers Francis Jones (ca. 1846–1918) in West Hartlepool geboren. Nach einer ersten Ausbildung bei seinem Vater studierte er Bildhauerei in Paris und kehrte anschließend nach England zurück, um an der National Art Training School in London bei Édouard Lantéri zu studieren. Nach seinem Abschluss richtete er sich ein Atelier in Chelsea, London, ein und stellte 1903 erstmals in der Royal Academy aus. Bis 1936 zeigt er dort etwa 30 Werke, darunter Porträts und Statuetten. Seit 1923 war Doyle-Jones assoziiertes Mitglied der Royal Society of British Sculptors und stellte regelmäßig in der Royal Hibernian Academy in Dublin aus. Er starb 1938 im St. Luke's Hospital in Chelsea, London.

## Werk

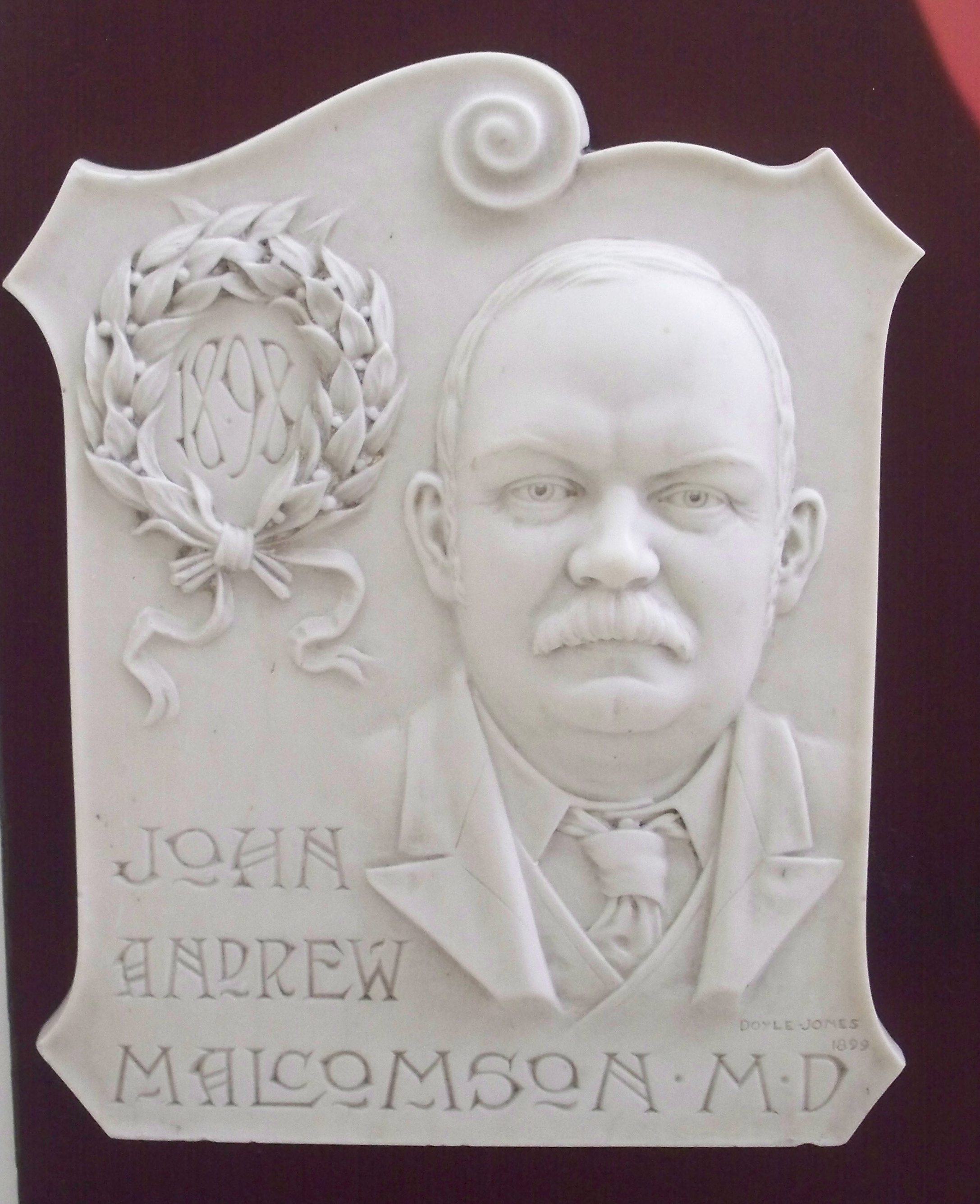
Marmorrelief (signiert und datiert: Doyle Jones 1899), ursprünglich im North Riding Infirmary in Middlesbrough (jetzt abgerissen), jetzt im James Cook University Hospital. Dargestellt ist John Andrew Malcomson, M.D., Middlesbrough

Doyle-Jones spezialisierte sich auf Porträtbüsten, Reliefs und öffentliche Denkmäler. Seine Werke zeichnen sich durch realistische Darstellung und sorgfältige Detailarbeit aus. Zu seinen Hauptwerken zählen
- Kriegsdenkmäler: Er schuf mehrere Denkmäler zur Erinnerung an den Burenkrieg (z. B. in Penrith, Gateshead) und den Ersten Weltkrieg (z. B. in Woking, Gravesend, Brighouse), oft mit allegorischen Figuren wie „Frieden“ oder „Sieg“.
- Porträtbüsten: Zu seinen bekanntesten Porträts zählen die Büsten von Michael Collins (National Gallery of Ireland), Joseph Devlin (Hugh Lane Gallery, Dublin) und Thomas Power O’Connor (Fleet Street, London).
- Architekturplastik: Ein herausragendes Beispiel ist die Bronzegruppe Chimera with Personifications of Fire and the Sea (1914) über dem Eingang der ehemaligen Royal Insurance Company in der Lombard Street, London.
- Weitere Werke: Doyle-Jones schuf auch Statuen von König George V. (Jersey, Durban), ein Denkmal für Robert Burns (Galashiels) und das Partick and Whiteinch War Memorial in Glasgow (1922).